# جون روجرز (مجدف)
جون روجرز (بالإنجليزية: John Rogers)‏ هو مجدف أسترالي، ولد في 25 سبتمبر 1930، وتوفي في 26 مارس 2016 في Taren Point, New South Wales ‏ في أستراليا.

## وصلات خارجية
- جون روجرز على موقع الاتحاد الدولي للتجديف (الإنجليزية)
- جون روجرز على موقع أوليمبيديا (الإنجليزية)